# Ray Richardson (kunstenaar)

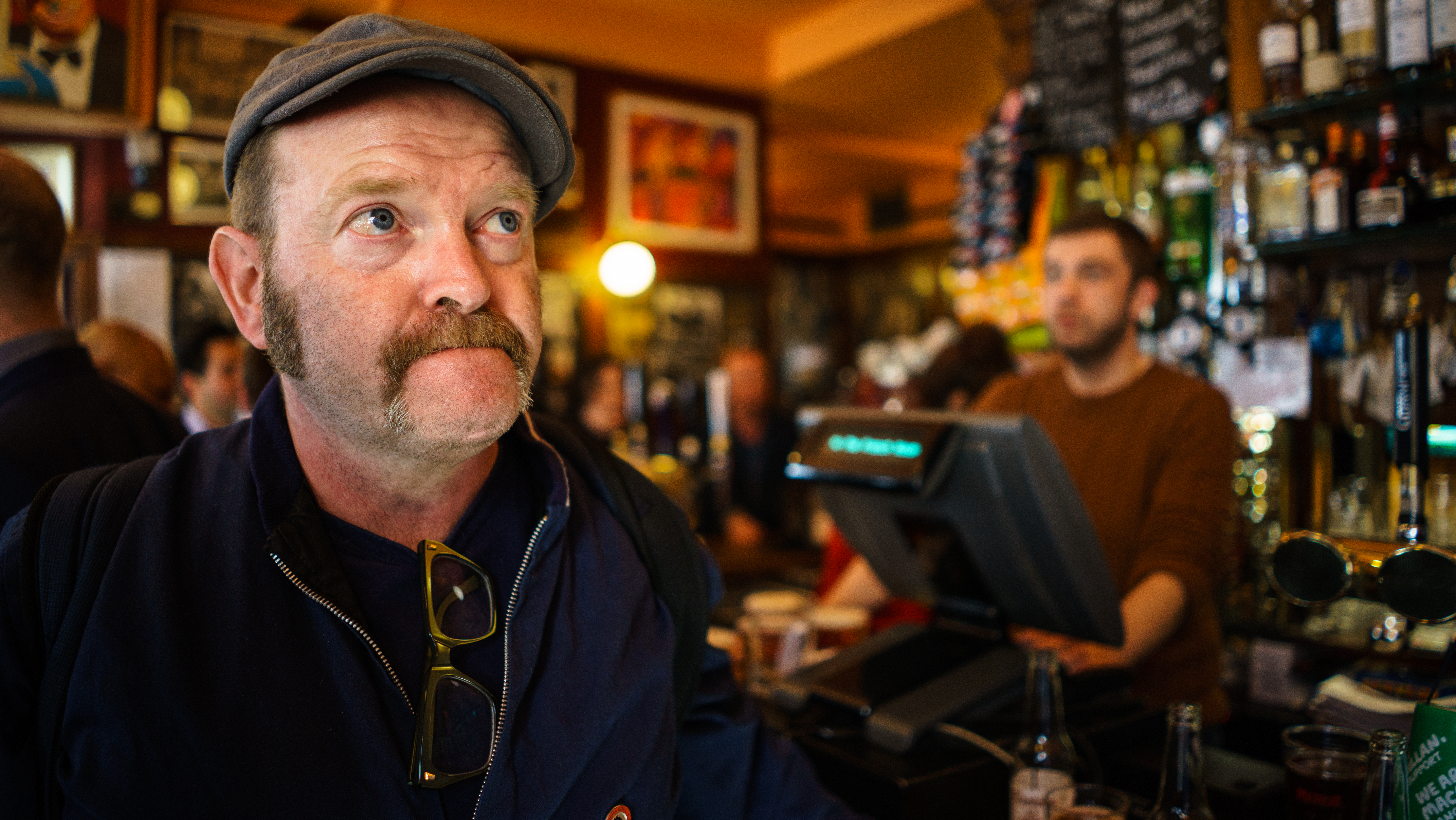
Ray Richardson

Ray Richardson (Woolwich, 1964) is een Brits schilder.
Richardson schildert figuratief en het belangrijkste thema in zijn werk is de sociale situatie in de zuidoostelijke buitenwijken van Londen, postindustriële buurten in verval.
- Gemeinsame Normdatei: 1131391152
- International Standard Name Identifier: 0000 0001 2210 5311
- Library of Congress Control Number: nb2005010039
- RKD-Nederlands Instituut voor Kunstgeschiedenis: 208481
- Union List of Artist Names: 500166175
- Virtual International Authority File: 41358368
- WorldCat: E39PBJxWR4R7yq8qKHMCrkjHmd